# Гранде Интер
Гранде Интер (на италиански: Grande Inter) е наименование, дадено на футболен клуб „Интер“, Милано, Италия през 1960-те години.
През тези години, управляван от Анджело Морати и воден от Еленьо Ерейра, отборът на „нерадзурите“, печели 3 „скудети“ (1963 г., 1965 г., 1966 г.), като през 1964 г. губи, въпреки че има еднакъв брой точки с първия Болоня, и завършва 2-ри през 1967 г. след поражение от Мантова.
В допълнение „Интер“ затвърждава позицията си в Европа със спечелването на 2 последователни купи на европейските шампиони, като достига до финал и през 1967 г. През същите тези години печелят и 2 интерконтинентални купи.

## Класиране
Легендарният треньор Еленьо Ерейра е начело на „Интер“ приблизително цели 8 сезона. Ето как е изглеждал отборът през този период:
1. 1960-61: трето място, на 5 точки зад Ювентус.
2. 1961-62: второ място, на 5 точки зад Милан.
3. 1962-63: шампиони на Италия
4. 1963-64: второ място след равен брой точки с Болоня, европейски и интерконтинентални шампиони
5. 1964-65: шампиони на Италия, европейски и интерконтинентални шампиони
6. 1965-66: шампион на Италия (десети спечелен шампионат, който дава и правото на 1 звезда)
7. 1966-67: второ място, на 1 точка зад Ювентус, достигат финал за КЕШ, но губят от Селтик
8. 1967-68: пето място, на 13 точки зад Милан

## Зараждане
На 28 май 1955 г. Анджело Морати, който се сдобива с клуба за сумата от 100 милиона, става новият президент и патрон на „Интер“. Морати сменя дотогавашния треньор Алфредо Фони и назначава Алдо Кампатели. Шампионатът започнал добре и отборът на Интер бил начело, докато не последвали 5 поредни загуби, което наложило незабавната намесата на Джузепе Меаца. Той съумява максимално да ограничи загубите и да възвърне позициите на отбора и така „Интер“ приключва сезон 1955-56 на трето място.
Следващата година Морати слага начело на отбора двойката Фроси - Фереро. Първият е изповядвал защитния футбол, докато втория - напълно обратното. Взаимно-допълваща се двойка на теория, но не и на практика. Още веднъж се налага Меаца да ръководи отбора: серия от добри резултати възвръща „Интер“ до второто място, но последвалата поредица от 5 поредни поражения „избутва“ отбора доста надолу в таблицата. Така „Интер“ завършва сезон 1956-57 на пета позиция.
Пристигането на Антонио Валентин Анджелило и доказания треньор Джон (Джеси) Карвър не донася резултат и през 1957/58 тимът завършва на девето място. През лятото клубът продава вратаря Джорджо Геци и нападателя Бенито Лоренци, а за треньор е назначен Джузепе Бигоно. Резултатите не са от най-добрите и 3 мес. преди края на сезон 1958-59 на скамейката е върнат Алдо Кампели, който завършва трети с отбора на „Интер“ в „Серия А“ и губи финала на Копа Италия. Силно впечатление обаче правят нападателите - Еди Фирмани изиграва най-добрия си сезон в „Серия А“, а Анджелило отбелязва рекордните 33 гола в 33 срещи.
През сезон 1959-60 Ленарт Скоглунд напуска клуба, а начело на отбора застава треньорската двойка Кампатели - Ахили. Първият полусезон е перфектен, но през втория нещата в шампионата се влошават, а и отборът е елиминиран на четвъртфинала за Купата на панаирните градове. След загубата в градското дерби, Кампатели е освободен от длъжност, а месец след него същото се случва и с Ахили. Така Капели се завръща на скамейката и Интер завършва сезона на четвърта позиция.
Морати е с основната заслуга за възникването на „Гранде Интер“: на треньорската скамейка сяда „Магьосникът“ Еленьо Ерейра, след като Морати е омагьосан от този треньор в мач, в който неговият „Интер“ губи с 4-0 от „Барселона“, тогава на Ерейра, а зад бюрото застава експертът по футбол Итало Алоди. Ерейра променя коренно дотогавашните тактики на „Интер“, като съумява да превърне Пики в ефективен либеро и същевременно успява да вдъхнови италианския футбол с налгането на т.нар. „изтегляне“.
Скудетото от 1960-61, присъдено на „Ювентус“, поражда голяма полемика: по време на директния сблъсък с „Интер“ група фенове от лагера на „бианконерите“ нахлуват на терена и мачът е прекратен. „Интер“ печелят служебно с 0-2, но ИФФ (ръководена от Умберто Анели) оспорва решението и отсъжда, че нахлуването е попречило на развоя на срещата и насрочва преиграване на срещата в края на шампионата. „Интер“ отговарят, като изпращат своите юноши за мача в „Торино“, където губят с 9-1 и приключват сезона на трето място. Единственото попадение за „нерадзурите“ е от дузпа, дело на дебютанта и бъдещ шампион Сандро Мацола. Коментарът на Ерейра тогава е бил: „Юве = ФИАТ, ФИАТ = сила“.
През същата година „Вълшебникът“ привлича в състава на „Интер“ носителя на златна топка и шампион на Европа с Барселона Луис Суарес за рекордната тогава сума от 250 милиона. През сезон 1961-62 „Интер“ завършват на второ място, за Купата на панаирните градове завършват с елиминация на 1/4 финалите, а Копа Италия приключват още в 1/8 финалите. Всичко това е стряскащо, но това са мачовете, в които изгряват бижутата на черно-синята школа като Джачинто Факети, Джанфранко Бедин и Сандро Мацола.

## На върха
През третата година „Интер“ се сдобива с 2 нови попълнения: резервата на Националния отбор по футбол на Бразилия Жаир и Тарчисио Бургних, който пристига от „Палермо“, където „Ювентус“ са го изпратили като негоден футболист.